# Das schwache Denken
Das schwache Denken ist eine international bekannte Strömung der italienischen Gegenwartsphilosophie. Sie hat hermeneutische und phänomenologische Wurzeln und ist dem Poststrukturalismus zuzurechnen.
Das schwache Denken („il pensiero debole“) war ursprünglich der Titel eines Sammelbandes, der 1983 bei Feltrinelli erschien und unter anderem auch einen Beitrag von Umberto Eco enthielt. Die beiden Herausgeber, Gianni Vattimo und Pier Aldo Rovatti, lieferten in ihren Beiträgen zwei unterschiedliche Interpretationen der Metapher der Schwäche. Aus den eher losen als systematischen Gedanken entstand als Reaktion auf die zum Teil harsche Kritik des Sammelbandes eine eigene philosophische Strömung, die Eingang in die jüngeren Philosophiegeschichten fand.
Gianni Vattimo geht es, im Ausgang von Martin Heidegger und Hans-Georg Gadamer, um eine Schwächung des Seins und dessen starker Strukturen. Seine Neudeutung der Geschichte der Metaphysik als Geschichte der Schwächung des Seins (in Anlehnung an Martin Heideggers Seinsvergessenheit) wurde international rege rezipiert und in den 1980er und 1990er Jahren intensiv debattiert.
Pier Aldo Rovatti hat stärker phänomenologische Wurzeln und macht sich an einer Schwächung des Subjekts zu schaffen. In seinem Denken vertieft er die schwachen Seiten subjektiver Selbsterfahrung wie Alterität und Passivität.